# Кефенрод
Кефенрод (нем. Kefenrod) — община в Германии, в земле Гессен. Подчиняется административному округу Дармштадт. Входит в состав района Веттерау.  Население составляет 2835 человек (на 31 декабря 2010 года). Занимает площадь 30,66 км².
Община подразделяется на 5 сельских округов.
В коммуне работает производитель каркасно-тентовых конструкций, компания HTS tentiQ.